# Bowling ai XVIII Giochi panamericani
Il bowling ai XVIII Giochi panamericani si è svolto al Bowling Centre di Lima, in Perù, dal 25 al 30 luglio 2019. In programma quattro competizioni per altrettanti podi, i tornei di singolare e quelli a coppie, maschili e femminili.

## Risultati
| Evento                         | Oro                                          | Argento                                  | Bronzo                                      |
| Singolare maschile (dettagli)  | Nicholas Pate                                | Marcelo Suartz                           | Jacob Butturff Jean Perez                   |
| Singolare femminile (dettagli) | Clara Guerrero                               | Miram Aseret Zetter Velazco              | Iliana Lomeli Lemus Maria Rodriguez         |
| Coppie maschile (dettagli)     | Porto Rico Cristian Azcona Jean Pérez        | Stati Uniti Jakob Butturff Nicholas Pate | Colombia Manuel Otalora Alfredo Quintana    |
| Coppie femminile (dettagli)    | Stati Uniti Stefanie Johnson Shannon O'Keefe | Messico Aseret Zetter Iliana Lomeli      | Rep. Dominicana Astrid Valiente Aumi Guerra |

## Medagliere
| Posizione | Nazione         | Oro | Argento | Bronzo | Totale |
| --------- | --------------- | --- | ------- | ------ | ------ |
| 1         | Stati Uniti     | 2   | 1       | 1      | 4      |
| 2         | Colombia        | 1   | 0       | 2      | 3      |
| 3         | Porto Rico      | 1   | 0       | 1      | 2      |
| 4         | Messico         | 0   | 2       | 1      | 3      |
| 5         | Brasile         | 0   | 1       | 0      | 1      |
| 6         | Rep. Dominicana | 0   | 0       | 1      | 1      |
| Totale    | Totale          | 4   | 4       | 6      | 14     |